# درة حمراء الصدر
درة حمراء الصدر (الاسم العلمي: Psittacula alexandri) هو نوع من جنس الدرة.

## معرض صور

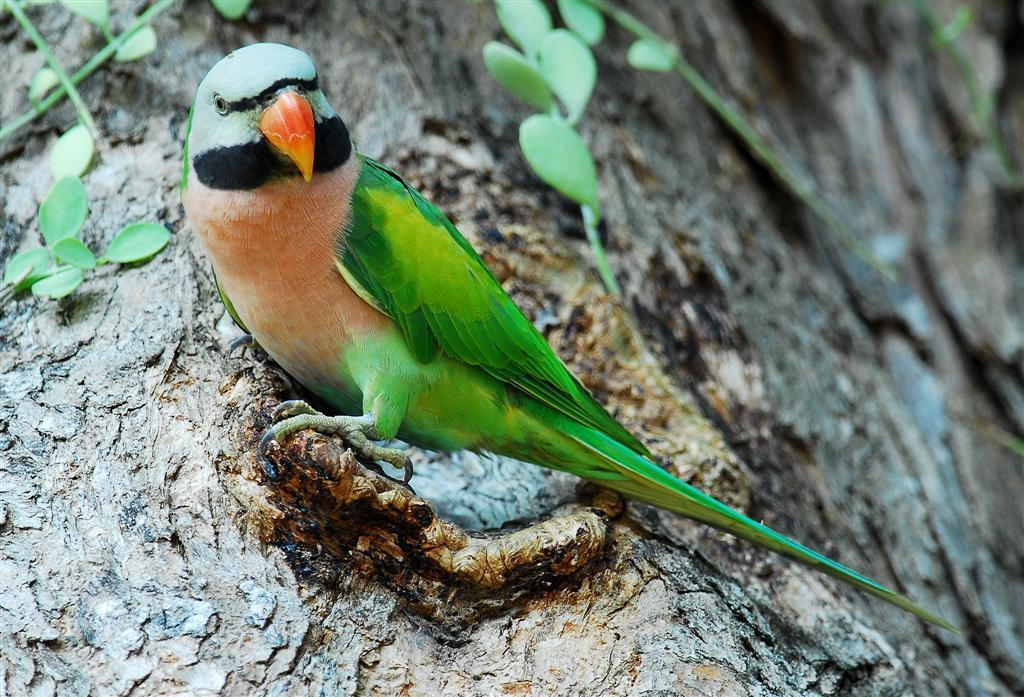
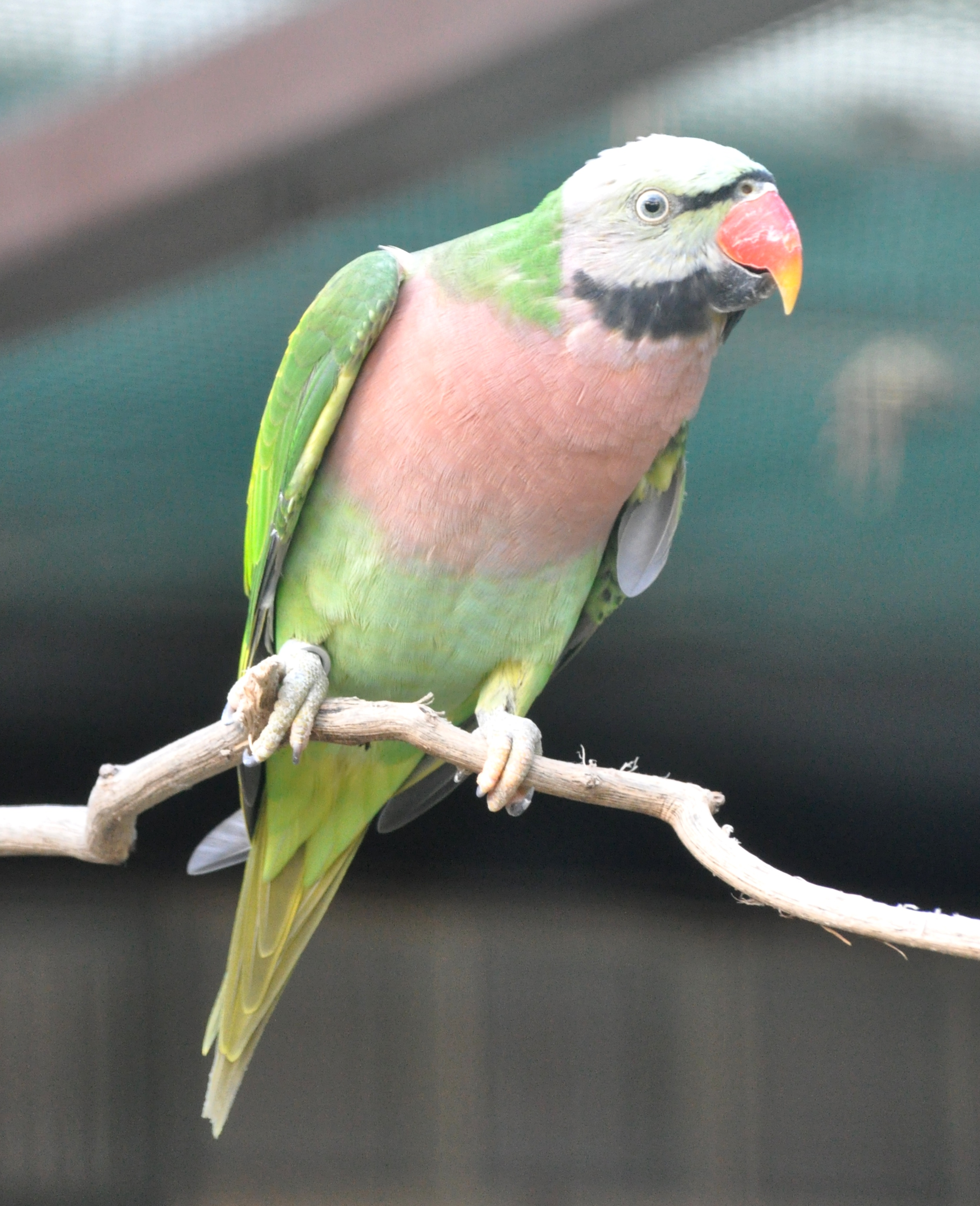
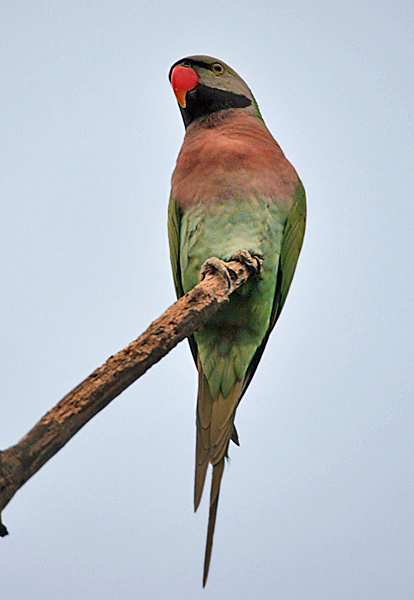
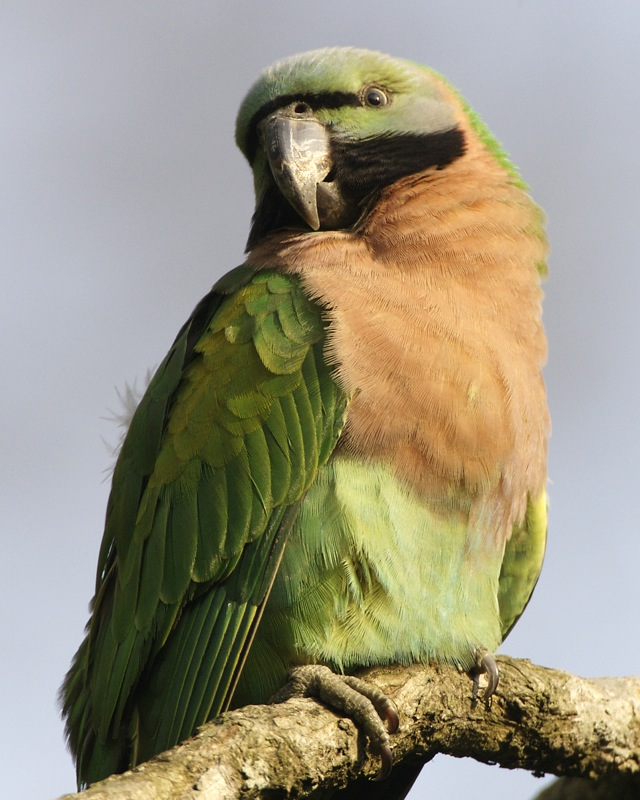
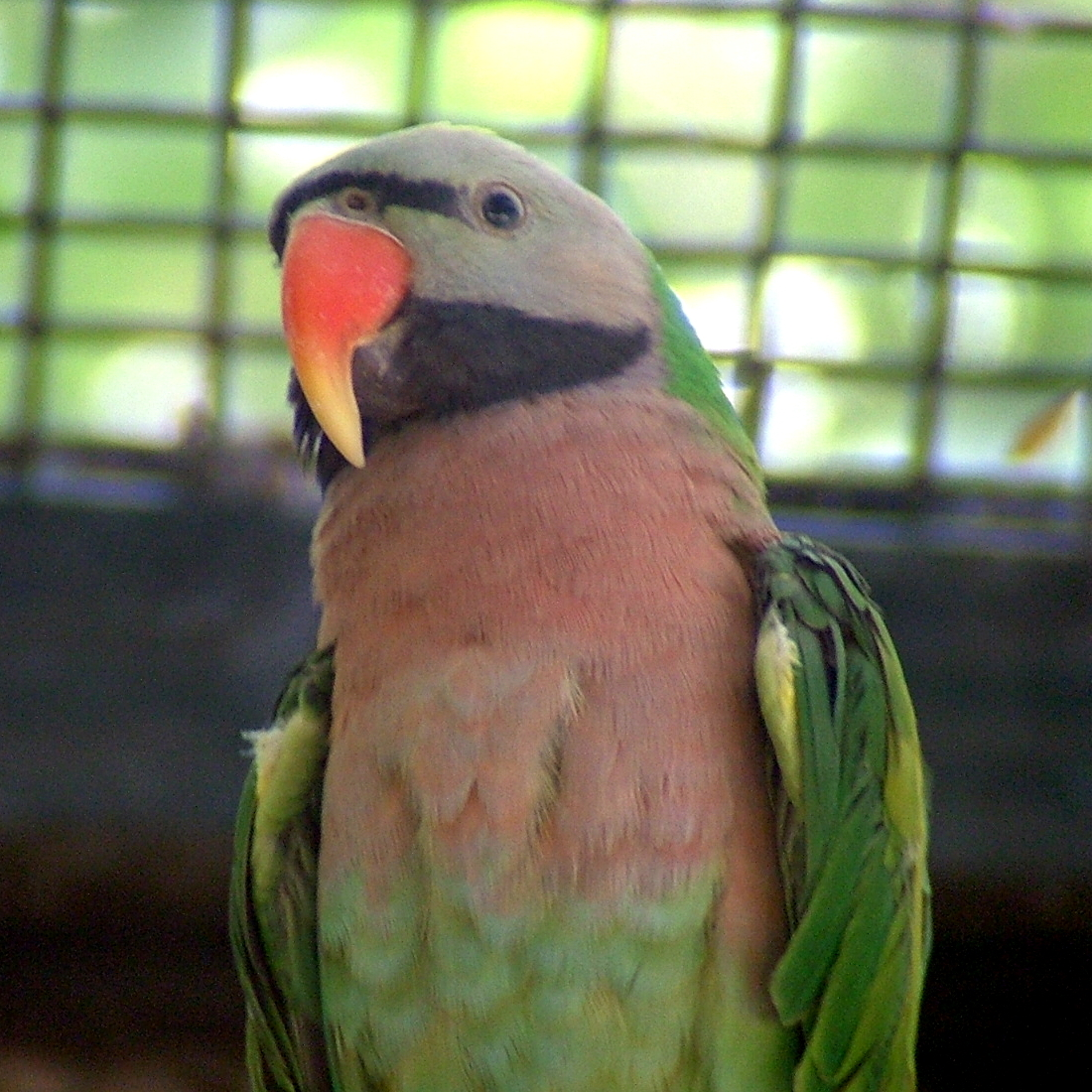
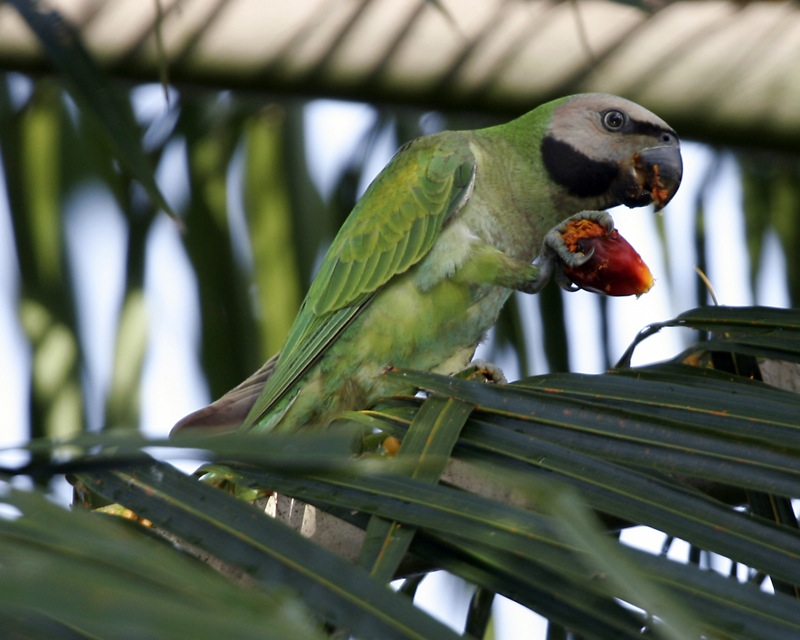